# Le Cercle de sang
Pour les articles homonymes, voir Berserk (homonymie).
Pour plus de détails, voir Fiche technique et Distribution.
Le Cercle de sang (Berserk!) est un film britannique de Jim O'Connolly, sorti en 1968.

## Synopsis
Un cirque itinérant, dirigé par Monica Rivers, subit une série de drames; plusieurs de ses artistes trouvant la mort au cours de représentations. Et il parait évident qu'il ne s'agit pas d'accidents. Alors qui est le meurtrier ?

## Fiche technique
- Titre : Le Cercle de sang
- Titre original : Berserk!
- Réalisation : Jim O'Connolly
- Scénario : Aben Kanden et Herman Cohen
- Musique : John Scott
- Photographie : Desmond Dickinson
- Montage : Raymond Poulton
- Pays d'origine : Royaume-Uni
- Format : couleur
- Durée : 96 minutes
- Genre : Horreur et thriller
- Date de sortie : 1967

## Distribution
- Joan Crawford : Monica Rivers
- Ty Hardin : Frank Hawkins
- Diana Dors : Matilda
- Michael Gough : Alberto Dorando
- Judy Geeson : Angela Rivers
- Robert Hardy : Det. Brooks
- Geoffrey Keen : Commissaire Dalby
- Sydney Tafler : Harrison Liston
- George Claydon : Bruno Fontana
- Philip Madoc : Lazlo
- Ambrosine Phillpotts : Mlle Burrows

## Analyse
Ce thriller psychologique s'inscrit dans l'univers pittoresque du cirque, avec Joan Crawford, dans son avant-dernier rôle pour le cinéma, Judy Geeson, Ty Hardin et Michael Gough. Ce dernier, déjà vedette de plusieurs autres productions Herman Cohen (Crimes au musée des horreurs, Konga...) réapparaîtra aux côtés de la star américaine dans Trog (1970).

## Autour du film
- C'est le premier des deux films produits par Herman Cohen dont la vedette, Joan Crawford, était une amie proche. Le second sera le tout dernier pour le cinéma de cette dernière, Trog (1970).